# Gas ideal
Un gas ideal es un gas teórico compuesto de un conjunto de partículas puntuales con desplazamiento aleatorio, que no interactúan entre sí. El concepto de gas ideal es útil porque el mismo se comporta según la ley de los gases ideales, una ecuación de estado simplificada, y que puede ser analizada mediante la mecánica estadística.
En condiciones normales tales como condiciones normales de presión y temperatura, la mayoría de los gases reales se comportan en forma cualitativa como un gas ideal. Muchos gases tales como el nitrógeno, oxígeno, hidrógeno, gases nobles, y algunos gases pesados tales como el dióxido de carbono pueden ser tratados como gases ideales dentro de una tolerancia razonable. Generalmente, el alejamiento de las condiciones de gas ideal tiende a ser menor a mayores temperaturas y a menor densidad (o sea a menor presión), ya que el trabajo realizado por las fuerzas intermoleculares es menos importante comparado con energía cinética de las partículas, y el tamaño de las moléculas es menos importante comparado con el espacio vacío entre ellas.
El modelo de gas ideal tiende a fallar a temperaturas menores o a presiones elevadas, donde las fuerzas intermoleculares y el tamaño intermolecular son importantes. También por lo general, el modelo de gas ideal no es apropiado para la mayoría de los gases pesados, tales como vapor de agua o muchos fluidos refrigerantes. A ciertas temperaturas bajas y a alta presión, los gases reales sufren una transición de fase, tales como a un líquido o a un sólido. El modelo de un gas ideal, sin embargo, no describe o permite las transiciones de fase. Estos fenómenos deben ser modelados por ecuaciones de estado más complejas.
El modelo de gas ideal ha sido investigado tanto en el ámbito de la dinámica newtoniana (como por ejemplo en "teoría cinética") y en mecánica cuántica (como "partícula en una caja"). El modelo de gas ideal también ha sido utilizado para modelar el comportamiento de electrones dentro de un metal (en el modelo de Drude y en el modelo de electrón libre), y es uno de los modelos más importantes utilizados en la mecánica estadística.
Si se reduce la presión de un gas ideal en un  proceso de estrangulamiento, la temperatura del gas no cambia. Si se reduce la presión de un gas real en un proceso de estrangulamiento, su temperatura disminuye o aumenta, dependiendo de si su coeficiente correspondiente al efecto Joule Thomson es positivo o negativo.

## Tipos de gases ideales
Existen tres clases básicas de gas ideal:
- El clásico o gas ideal de Maxwell-Boltzmann
- El gas ideal cuántico de Bose, compuesto de bosones
- El gas ideal cuántico de Fermi, compuesto de fermiones

El gas ideal clásico puede ser clasificado en dos tipos: el gas ideal termodinámico clásico y el gas ideal cuántico de Boltzmann. Ambos son esencialmente el mismo, excepto que el gas ideal termodinámico está basado en la mecánica estadística clásica, y ciertos parámetros termodinámicos tales como la entropía son especificados a menos de una constante aditiva. El gas ideal cuántico de Boltzmann salva esta limitación al tomar el límite del gas cuántico de Bose gas y el gas cuántico de Fermi gas a altas temperaturas para especificar las constantes aditivas. El comportamiento de un gas cuántico de Boltzmann es el mismo que el de un gas ideal clásico excepto en cuanto a la especificación de estas constantes. Los resultados del gas cuántico de Boltzmann son utilizados en varios casos incluidos la ecuación de Sackur-Tetrode de la entropía de un gas ideal y la ecuación de ionización de Saha para un plasma ionizado débil.

## Gas ideal termodinámico clásico
Las propiedades termodinámicas de un gas ideal pueden ser descritas por dos ecuaciones:
La ecuación de estado de un gas ideal clásico que es la ley de los gases ideales
{\displaystyle pV=nRT\,}
y la energía interna a volumen constante de un gas ideal que queda determinada por la expresión:
{\displaystyle U={\hat {c}}_{V}nRT}
Las magnitudes que aparecen en las ecuaciones son:
| Símbolo                        | Nombre                                            | Valor | Unidad     |
| ------------------------------ | ------------------------------------------------- | ----- | ---------- |
| {\displaystyle U}              | Energía interna del sistema                       |       | J          |
| {\displaystyle p}              | Presión                                           |       | Pa         |
| {\displaystyle V}              | Volumen                                           |       | m3         |
| {\displaystyle {\hat {c}}_{V}} | Calor específico adimensional a volumen constante |       |            |
| {\displaystyle n}              | Cantidad de sustancia de un gas                   |       | mol        |
| {\displaystyle R}              | Constante de los gases                            | 8.314 | J·K−1mol-1 |
| {\displaystyle T}              | Temperatura absoluta                              |       | K          |

- {\displaystyle {\hat {c}}_{V}} ≈ 3/2 para un gas monoatómico, 5/2 para un gas diatómico y 3 para moléculas más complejas.

La cantidad de gas en J·K−1 es {\displaystyle nR=Nk_{B}} donde
- N es el número de partículas de gas.
- {\displaystyle k_{B}} es la constante de Boltzmann (1.381×10−23J·K−1).

La distribución de probabilidad de las partículas por velocidad o energía queda determinada por la distribución de Boltzmann.

### Energía interna
La otra ecuación de estado de un gas ideal debe expresar Segunda ley de Joule, que la energía interna de una masa fija de gas ideal es función sólo de su temperatura, con {\displaystyle U=U(n,T)}. Para los propósitos presentes es conveniente postular una versión ejemplar de esta ley escribiendo:
{\displaystyle U={\hat {c}}_{V}nRT}
donde
- U es la energía interna
- ĉV es la capacidad calorífica específica adimensional a volumen constante, aproximadamente 32 para un  gas monatómico, 52 para un  gas diatómico, y 3 para moléculas no lineales si tratamos las traslaciones y rotaciones de forma clásica e ignoramos la contribución vibracional cuántica y la excitación electrónica. Estas fórmulas surgen de la aplicación del teorema de equipartición clásico a los grados de libertad traslacional y rotacional.[4]

Que U para un gas ideal dependa sólo de la temperatura es una consecuencia de la ley de los gases ideales, aunque en el caso general ĉV depende de la temperatura y se necesita una integral para calcular U.

### Modelo microscópico
Para pasar de cantidades macroscópicas (lado izquierdo de la siguiente ecuación) a microscópicas (lado derecho), utilizamos
{\displaystyle nR=Nk_{\mathrm {B} }}
donde
{\displaystyle N} es el número de partículas de gas
{\displaystyle k_{\mathrm {B} }} es la constante de Boltzmann (1.381×10−23 J·K−1).
La distribución de probabilidad de las partículas por velocidad o energía viene dada por la distribución de Maxwell-Boltzmann.
El modelo de gas ideal depende de las siguientes suposiciones:
- Las moléculas del gas son esferas indistinguibles, pequeñas y duras.
- Todas las colisiones son elásticas y todo el movimiento es sin fricción (no hay pérdida de energía en movimiento o colisión)
- Se aplican las leyes de Newton
- La distancia media entre moléculas es mucho mayor que el tamaño de las moléculas.
- Las moléculas se mueven constantemente en direcciones aleatorias con una distribución de velocidades.
- No hay fuerzas de atracción o repulsión entre las moléculas, aparte de las que determinan sus colisiones puntuales.
- Las únicas fuerzas entre las moléculas del gas y el entorno son las que determinan las colisiones puntuales de las moléculas con las paredes.
- En el caso más sencillo, no existen fuerzas de largo alcance entre las moléculas del gas y el entorno.

La suposición de partículas esféricas es necesaria para que no haya modos rotacionales permitidos, a diferencia de lo que ocurre en un gas diatómico. Los tres supuestos siguientes están muy relacionados: las moléculas son duras, las colisiones son elásticas y no existen fuerzas intermoleculares. La suposición de que el espacio entre partículas es mucho mayor que las propias partículas es de suma importancia, y explica por qué la aproximación del gas ideal falla a altas presiones.

## Calor específico
El calor específico a volumen constante de nR = 1 J·K−1 de todo gas, inclusive el gas ideal es:
{\displaystyle \left({\frac {\partial U}{\partial T}}\right)_{V}={\hat {c}}_{V}.}
Este es un calor específico adimensional a volumen constante, el cual por lo general depende de la temperatura. Para temperaturas moderadas, la constante para un gas monoatómico es {\displaystyle {\hat {c}}_{V}=3/2} mientras que para un gas diatómico es {\displaystyle {\hat {c}}_{V}=5/2}. Las mediciones macroscópicas del calor específico permiten obtener información sobre la estructura microscópica de las moléculas.
El calor específico a presión constante de 1 J·K−1 gas ideal es:
{\displaystyle {\hat {c}}_{p}=\left({\frac {\partial H}{\partial T}}\right)_{p}={\hat {c}}_{V}+1}
donde {\displaystyle H=U+pV} es la entalpía del gas.

## Entropía
Utilizando únicamente los resultados de la termodinámica, se puede llegar muy lejos en la determinación de la expresión de la entropía de un gas ideal. Este es un paso importante ya que, según la teoría del potencial termodinámico, si se puede expresar la entropía en función de U (U es un potencial termodinámico), el volumen V y el número de partículas N, entonces se tendrá un enunciado completo del comportamiento termodinámico del gas ideal. Se puede deducir de él tanto la ley del gas ideal como la expresión de la energía interna.
Puesto que la entropía es un diferencial exacto, utilizando la regla de la cadena, el cambio en la entropía al pasar de un estado de referencia 0 a algún otro estado con entropía S puede escribirse como ΔS donde:
{\displaystyle \Delta S=\int _{S_{0}}^{S}dS=\int _{T_{0}}^{T}\left({\frac {\partial S}{\partial T}}\right)_{V}\!dT+\int _{V_{0}}^{V}\left({\frac {\partial S}{\partial V}}\right)_{T}\!dV}
donde las variables de referencia pueden ser funciones del número de partículas N. Utilizando la definición de la capacidad calorífica a volumen constante para la primera diferencial y la  relación de Maxwell apropiada para la segunda se tiene:
{\displaystyle \Delta S=\int _{T_{0}}^{T}{\frac {C_{V}}{T}}\,dT+\int _{V_{0}}^{V}\left({\frac {\partial P}{\partial T}}\right)_{V}dV.}
Expresando CV en términos de ĉV como se desarrolló en la sección anterior, diferenciando la ecuación de estado del gas ideal, e integrando los resultados:
{\displaystyle \Delta S={\hat {c}}_{V}Nk\ln \left({\frac {T}{T_{0}}}\right)+Nk\ln \left({\frac {V}{V_{0}}}\right)}
lo que implica que la entropía puede expresarse como:
{\displaystyle S=Nk\ln \left({\frac {VT^{{\hat {c}}_{V}}}{f(N)}}\right)}
donde todas las constantes se han incorporado al logaritmo como f(N) que es alguna función del número de partículas N que tiene las mismas dimensiones que VTĉV para que el argumento del logaritmo sea adimensional. Ahora imponemos la restricción de que la entropía sea extensiva. Esto significará que cuando los parámetros extensivos (V y N) se multipliquen por una constante, la entropía se multiplicará por la misma constante. Matemáticamente:
{\displaystyle S(T,aV,aN)=aS(T,V,N).}
A partir de esto encontramos una ecuación para la función f(N)
{\displaystyle af(N)=f(aN).}
Diferenciando esto con respecto a a, estableciendo a igual a 1, y luego resolviendo la ecuación diferencial se obtiene f(N):
{\displaystyle f(N)=\Phi N}
donde Φ puede variar para diferentes gases, pero será independiente del estado termodinámico del gas. Tendrá las dimensiones de VTĉV/N. Sustituyendo en la ecuación para la entropía:
{\displaystyle {\frac {S}{Nk}}=\ln \left({\frac {VT^{{\hat {c}}_{V}}}{N\Phi }}\right).}
y utilizando la expresión para la energía interna de un gas ideal, se puede escribir la entropía:
{\displaystyle {\frac {S}{Nk}}=\ln \left[{\frac {V}{N}}\,\left({\frac {U}{{\hat {c}}_{V}kN}}\right)^{{\hat {c}}_{V}}\,{\frac {1}{\Phi }}\right]}
Puesto que ésta es una expresión para la entropía en términos de U, V, y N, es una ecuación fundamental de la que se pueden derivar todas las demás propiedades del gas ideal.
Esto es lo más lejos que podemos llegar utilizando sólo la termodinámica. Nótese que la ecuación anterior es errónea - a medida que la temperatura se aproxima a cero, la entropía se aproxima a infinito negativo, en contradicción con la tercera ley de la termodinámica. En el desarrollo "ideal" anterior, hay un punto crítico, no en el cero absoluto, en el que el argumento del logaritmo se convierte en la unidad, y la entropía se hace cero. Esto no es físico.  La ecuación anterior es una buena aproximación sólo cuando el argumento del logaritmo es mucho mayor que la unidad - el concepto de un gas ideal se rompe a valores bajos de VN. No obstante, habrá un "mejor" valor de la constante en el sentido de que la entropía predicha sea lo más cercana posible a la entropía real, dada la suposición errónea de idealidad.  Una derivación cuántico-mecánica de esta constante se desarrolla en la derivación de la ecuación de Sackur-Tetrode que expresa la entropía de un gas ideal monatómico (ĉV = 32). En la teoría de Sackur-Tetrode la constante sólo depende de la masa de la partícula de gas. La ecuación de Sackur-Tetrode también sufre de una entropía divergente en el cero absoluto, pero es una buena aproximación para la entropía de un gas ideal monatómico para temperaturas suficientemente altas.
Una forma alternativa de expresar el cambio de entropía:
{\displaystyle {\frac {\Delta S}{Nk{\hat {c}}_{V}}}=\ln \left({\frac {P}{P_{0}}}\right)+\gamma \ln \left({\frac {V}{V_{0}}}\right)=\ln \left({\frac {PV^{\gamma }}{P_{0}V_{0}^{\gamma }}}\right)\implies PV^{\gamma }=\mathrm {const.} \;{\text{Para procesos isentrópicos (o adiabáticos}}}
siendo {\displaystyle \gamma } el coeficiente de dilatación adiabática

## Potenciales termodinámicos
Expresando la entropía en función de T, V y N:
{\displaystyle {\frac {S}{kN}}=\ln \left({\frac {VT^{{\hat {c}}_{V}}}{N\Phi }}\right)}
El potencial químico del gas ideal se calcula a partir de la correspondiente ecuación de estado (ver potencial termodinámico):
{\displaystyle \mu =\left({\frac {\partial G}{\partial N}}\right)_{T,P}}
donde G es la energía libre de Gibbs y es igual a U + PV - TS de forma que:
{\displaystyle \mu (T,P)=kT\left({\hat {c}}_{P}-\ln \left({\frac {kT^{{\hat {c}}_{P}}}{P\Phi }}\right)\right)}
El potencial químico se suele referenciar al potencial a alguna presión estándar Po de modo que, con μ o ( T ) = μ ( T , P o ) {\displaystyle \mu ^{o}(T)=\mu (T,P^{o})}:
{\displaystyle \mu (T,P)=\mu ^{o}(T)+kT\ln \left({\frac {P}{Po}}\right)}
Para una mezcla (j=1,2,...) de gases ideales, cada uno a presión parcial Pj, puede demostrarse que el potencial químico μj vendrá dado por la expresión anterior con la presión P sustituida por Pj.
Los potenciales termodinámicos para un gas ideal pueden escribirse ahora como funciones de T, V, y N como:
| {\displaystyle U\,} |                            | {\displaystyle ={\hat {c}}_{V}NkT\,} |
| {\displaystyle A\,} | {\displaystyle =U-TS\,}    | {\displaystyle =\mu N-NkT\,}         |
| {\displaystyle H\,} | {\displaystyle =U+PV\,}    | {\displaystyle ={\hat {c}}_{P}NkT\,} |
| {\displaystyle G\,} | {\displaystyle =U+PV-TS\,} | {\displaystyle =\mu N\,}             |
donde, como antes,
{\displaystyle {\hat {c}}_{P}={\hat {c}}_{V}+1}.
La forma más informativa de escribir los potenciales es en términos de sus variables naturales, ya que cada una de estas ecuaciones se puede utilizar para derivar todas las demás variables termodinámicas del sistema. En términos de sus variables naturales, los potenciales termodinámicos de un gas ideal monoespecífico son:
{\displaystyle U(S,V,N)={\hat {c}}_{V}Nk\left({\frac {N\Phi }{V}}\,e^{S/Nk}\right)^{1/{\hat {c}}_{V}}}
{\displaystyle A(T,V,N)=NkT\left({\hat {c}}_{V}-\ln \left({\frac {VT^{{\hat {c}}_{V}}}{N\Phi }}\right)\right)}
{\displaystyle H(S,P,N)={\hat {c}}_{P}Nk\left({\frac {P\Phi }{k}}\,e^{S/Nk}\right)^{1/{\hat {c}}_{P}}}
{\displaystyle G(T,P,N)=NkT\left({\hat {c}}_{P}-\ln \left({\frac {kT^{{\hat {c}}_{P}}}{P\Phi }}\right)\right)}
En mecánica estadística, la relación entre la energía libre de Helmholtz, {\displaystyle A},  y la función de partición (mecánica estadística) es fundamental, y se utiliza para calcular las propiedades termodinámicas de la materia; véase integral de configuración para más detalles.

## Velocidad del sonido en un gas ideal
La velocidad del sonido en un gas ideal viene dada por la fórmula de Newton-Laplace:
{\displaystyle c_{\text{sound}}={\sqrt {\frac {K_{s}}{\rho }}}={\sqrt {\left({\frac {\partial P}{\partial \rho }}\right)_{s}}},}
donde el módulo de Bulk isentrópico  {\displaystyle K_{s}=\rho \left({\frac {\partial P}{\partial \rho }}\right)_{s}.}
Para un proceso isentrópico de un gas ideal, {\displaystyle PV^{\gamma }=\mathrm {const} \Rightarrow P\propto \left({\frac {1}{V}}\right)^{\gamma }\propto \rho ^{\gamma }}, por lo tanto
{\displaystyle c_{\text{sound}}={\sqrt {\left({\frac {\partial P}{\partial \rho }}\right)_{s}}}={\sqrt {\frac {\gamma P}{\rho }}}={\sqrt {\frac {\gamma RT}{M}}}}
en donde:
- γ es el índice adiabático (ĉPĉV)
- s es la entropía por partícula del gas.
- ρ es la densidad de masa del gas.
- P es la presión del gas.
- R es la constante universal de los gases
- T es la temperatura
- M es la masa molar del gas.

## Gases cuánticos ideales
En la mencionada ecuación de Sackur-Tetrode, la mejor elección de la constante de entropía resultó ser proporcional a la longitud de onda térmica cuántica de una partícula, y el punto en el que el argumento del logaritmo se hace cero es aproximadamente igual al punto en el que la distancia media entre partículas se hace igual a la longitud de onda térmica. De hecho, la propia teoría cuántica predice lo mismo. Cualquier gas se comporta como un gas ideal a una temperatura suficientemente alta y una densidad suficientemente baja, pero en el punto en el que la ecuación de Sackur-Tetrode empieza a fallar, el gas empezará a comportarse como un gas cuántico, compuesto por bosones o fermiones.
Los gases tienden a comportarse como un gas ideal en un rango más amplio de presiones cuando la temperatura alcanza la temperatura de Boyle.